# Helena Kurandová
Helena Kurandová es una deportista checa que compitió en ciclismo de montaña en la disciplina de eslalon dual. Ganó una medalla de plata en el Campeonato Europeo de Ciclismo de Montaña de 1999.

## Palmarés internacional
| Campeonato Europeo | Campeonato Europeo | Campeonato Europeo | Campeonato Europeo |
| Año                | Lugar              | Medalla            | Competición        |
| ------------------ | ------------------ | ------------------ | ------------------ |
| 1999               | La Molina (España) | Medalla de plata   | Dual               |